# Heinrich Bäthig
Heinrich Bäthig, nach der Auswanderung Henry Baethig (* 22. November 1809 in Halbau; † 5. Dezember 1871 in Buffalo) war ein deutsch-amerikanischer Prediger einer freien christlichen Gemeinde in Nürnberg und später Fotograf und Arzt in Buffalo.

## Leben
Er besuchte die Schule in seiner Heimatstadt und das Gymnasium in Breslau.  Während seines Studiums wurde er 1831 Mitglied der Alten Breslauer Burschenschaft Arminia. Nach dem Studium der Theologie an der Universität Breslau verhinderte seine liberale Gesinnung seine Anstellung als Geistlicher der preußischen Landeskirche. Er war zunächst ab 1845 Prediger einer deutschkatholischen Gemeinde in Groß-Glogau und wurde 1848 nach Nürnberg berufen als Prediger der dortigen freien christlichen Gemeinde in der Katharinenkirche. Bäthig, als ein „Mann von Bildung, guter Redner, bescheiden in seinem Wesen gerühmt, gewann in der Stadt außerordentlichen Beifall“.
Nach dem Scheitern der Revolution von 1848/49 entschloss er sich, wie viele Forty-Eighters, zur Auswanderung in die USA. Er verließ Deutschland im Oktober 1850 und erreichte im Dezember New York City. Von dort reiste er nach Buffalo weiter, wo er sich bessere Chancen erhoffte. Zunächst arbeitete er als Fotograf; 1864 war er Inhaber eines Drug Store. Nach einem Studium der Pharmazie und Medizin wurde Henry Baethig MD 1869 in das American Institute of Homoeopathy aufgenommen. Er wurde ein gesuchter Homöopath in Buffalo und engagierte sich auch politisch beim Aufbau des städtischen Gemeinwesens.
Er heiratete 1847 Adelaide Zierkusch. Das Paar hatte einen noch in Nürnberg geborenen Sohn Heinrich/Henry (1850–1906), der ebenfalls Arzt und ein bekannter Homöopath in Buffalo wurde, und eine Tochter Louise, die jung starb.

## Werke
- Der Christusglaube. Predigt über Johannes 3,11–18 und Römer 10,1–4, gehalten in der freien christlichen Gemeinde zu Nürnberg. Nürnberg: W. Tümmel (1849)
- Was wollen wir? Was sollen wir? Was hoffen wir? Predigt über Joh. 6, 63–68 u. 1. Joh. 5, 2–4, am Anerkennungsfeste der freien christlichen Gemeinden in Bayern. Nürnberg: W. Tümmel 1849
- Jesus Christus kein Mensch wie wir, und doch ein Mensch wie wir? Predigt über Luc. 7, 11–17 Eph. 3, 13–21. Nürnberg: W. Tümmel 1849
- Gesang- und Gebetbuch für freie christliche Gemeinden. Nürnberg: Selbstverlag, gedruckt bei Wilhelm Tümmel 1849
- Offene Antwort auf den offenen Brief des Herrn Johann Wirth, zweiten evangelisch-protestantischen Pfarrers in Markt Redwitz. Nürnberg: Wilh. Tümmel 1850